# Eraldo Pizzo
Eraldo Pizzo (Rivarolo, Genua, 21 april 1938) is een voormalig Italiaans waterpolospeler.
Eraldo Pizzo nam als waterpoloër viermaal deel aan de Olympische Spelen; in 1960, 1964, 1968 en 1972. In 1960 veroverde Italië het goud. Pizzo speelde zes wedstrijden en scoorde zeven goals. In 1964 eindigde Italië als vierde. Hij speelde zes wedstrijden en scoorde vijf goals. In 1964 eindigde Italië wederom als vierde. Hij speelde negen wedstrijden en scoorde 29 goals. In 1972 eindigde Italië als zesde. Hij speelde acht wedstrijden en scoorde twaalf goals.